# Dirk Hartog

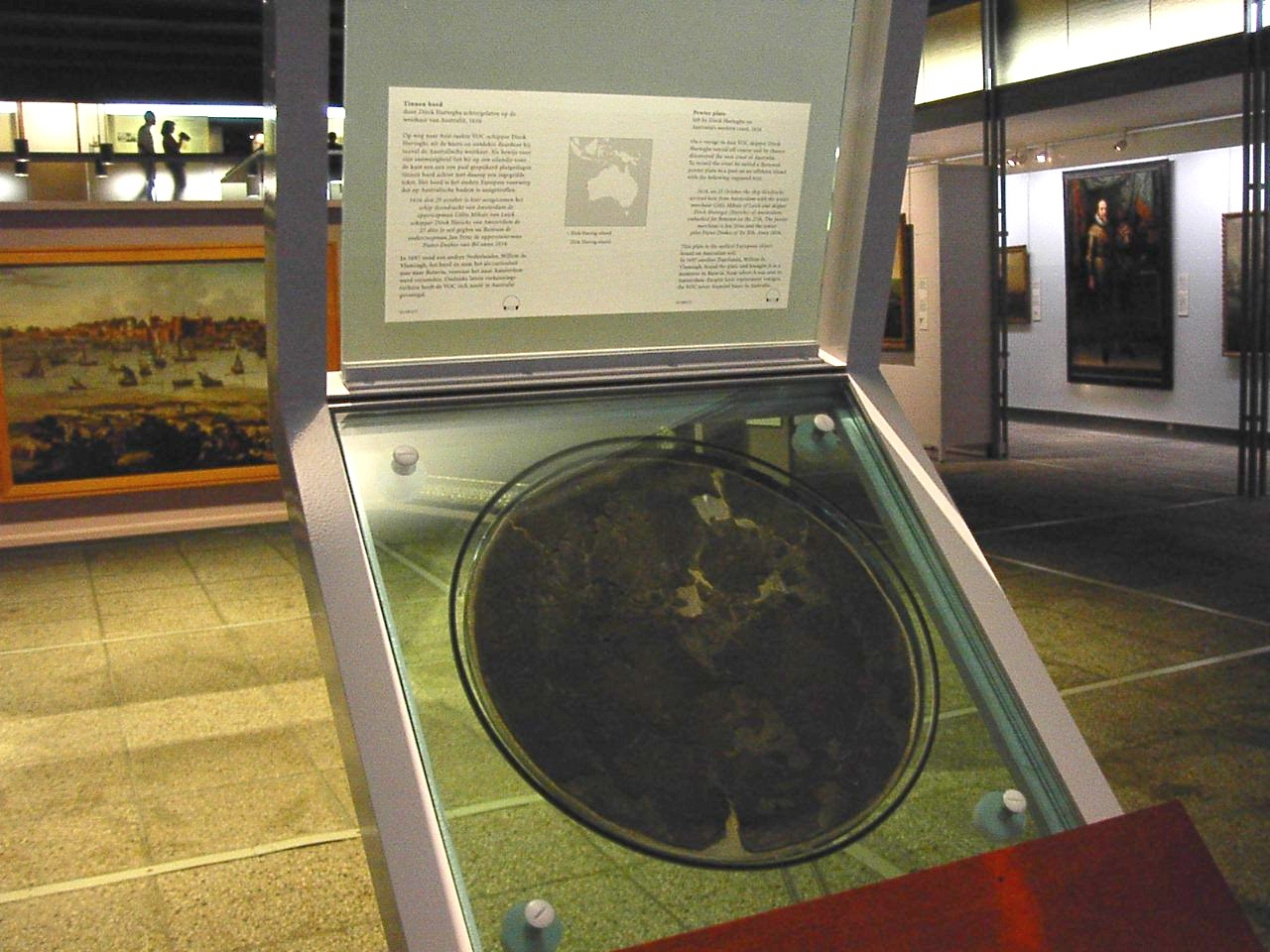
La placa de Dirk Hartog en el Rijksmuseum (Ámsterdam)

Mapa del área de la bahía Shark mostrando la isla Dirk Hartog y el cabo Inscription

Dirk Hartog (bautizado en Ámsterdam el 30 de octubre de 1580-enterrado en Ámsterdam el 11 de octubre de 1621) fue un marino y explorador de los Países Bajos del siglo XVII, recordado por haber mandado el segundo barco europeo del que se sabe con certeza que llegó a Australia, siendo además el primero que dejó un objeto para atestiguar su visita, la ahora conocida como placa de Hartog. Su nombre es a veces escrito Dirck Hartog, Dirk Hartogs o Dierick Hartochsz o Dirck Har(t)ichs van Amsterdam. El explorador australiano Ernest Giles (1835-97) se refirió a él como Theodoric Hertoge.

## Biografía
Nacido en una familia marinera, a la edad de 30 años recibió el mando de su primer barco y pasó varios años involucrados en empresas comerciales exitosas en el mar Báltico y el mar Mediterráneo.
Luego en 1616 se empleó en la Compañía Neerlandesa de las Indias Orientales  (Vereenigde Oostindische Compagnie o VOC) y fue nombrado capitán de un buque, el Eendracht (que significa «Concordia» o «Unidad», un barco de 200 toneladas, con 200 hombres y 32 cañones) que partía en una flota de seis barcos que viajaría desde los Países Bajos a las Indias Orientales Neerlandesas, en la que también iba Pieter de Carpentier al mando del Trouw. Se hicieron a la mar en Texel el 23 de enero de 1616 y encontrando calma en el golfo de Guinea el viaje entre Cabo Verde y el cabo de Buena Esperanza les llevó tres meses, muriendo seis hombres del barco de Hartog a causa de las dificultades. A finales de agosto el Eendracht partió del cabo de Buena Esperanza, aunque en una tormenta pronto perdió a los otros cinco barcos de la vista. Consciente o de forma fortuita, puso rumbo hacia el sur a través del océano Índico para alcanzar Batavia (hoy Yakarta), utilizando (o tal vez desviado de su trayectoria por) los fuertes vientos del oeste conocidos como los cuarenta rugientes, que anteriormente habían sido observados por el navegante holandés Hendrick Brouwer en 1610 como una vía más rápida para llegar a la isla de Java. El Trouw llegó a Batavia el 24 de octubre.

### La llegada a Australia
El 25 de octubre de 1616, aproximadamente a 26° de latitud Sur, Hartog y su tripulación llegaron de forma inesperada a «varias islas, que se encuentran, sin embargo, deshabitadas». Desembarcó a tierra en una isla frente a la costa de la bahía Shark (hoy Australia Occidental), que ahora en su honor se llama isla Dirk Hartog. La suya fue la segunda expedición europea de la que se tiene constancia cierta de haber alcanzado tierra de forma fehaciente en el continente australiano (habiendo sido precedida en 1605 por Willem Janszoon), siendo la primera en hacerlo en la costa occidental.
Hartog pasó tres días examinando la costa e islas cercanas. El área fue nombrada Tierra de Eendracht (Eendrachtsland), en memoria de su propio barco, pero este nombre no ha perdurado. Cuando se fue, fijó un plato de estaño, de 36,5 cm de diámetro, en un poste, ahora conocida como la placa de Hartog. En la placa había grabado un informe de su visita a la isla. Su inscripción (traducida del original en neerlandés) dice:

1616 el 25 de octubre llegó el barco Eendracht, de Ámsterdam: supercargo Gilles Miebais de Lieja, patrón Dirch Hatichs de Ámsterdam. el 27 ídem zarpó de nuevo para Bantam. Sobrecargo adjunto Jan Stins, timonel superior Pietr Dooke de Bill.
1616 den 25 october is hier aengecomen het deendracht van Amsterdam de opperkoopman Gilles Mibais van Lvick schipper Dirck Hartichs van Amsterdam de d[it]o te seil geghn na Bantvm de onderkoopman Ian Stins de opperstivierman Pietr Dooke van Bill.
Dirk Hartog, en el año 1616

Al no encontrar nada de interés, Hartog continuó navegando hacia el norte a lo largo de esta costa previamente no descubierta de Australia Occidental, realizando cartas náuticas hasta aproximadamente los 22° de latitud Sur. Luego dejó la costa adentrándose en mar abierto rumbo al norte, llegando el 24 de diciembre de 1616, con 200 hombres a bordo, a Macasar, en la isla de Sulawesi. El puesto comercial neerlandés llevaba cerrado un año y medio y la tripulación estaba extremadamente exhausta, muriendo dieciséis hombres asesinados. Dos barcos británicos les ofrecieron comida y protección. Seis días después, el Eendracht alcanzaba la isla de Ambon.
El Consejo de la India (Raad van Indië) estaba muy enojado por la ruta que había seguido Hartog. El Eendracht llegó en noviembre de 1617 a Batavia con clavo de las Molucas. El 16 de octubre de 1618 el buque se hallaba de nuevo en Zelanda No está claro como fue recibido Hartogh por la directiva de la VOC, pero en septiembre de 1619 ya no trabajaba para ellos y se había unido al comerciante neerlandés Jacques Nicquet y navegaba por el mar Adriático hasta Venecia para proteger a los Habsburgo españoles de los ataques de los uscoques, piratas croatas. Después siguió con empresas privadas comerciales en el Báltico.

## Posteridad
En 1619, Frederick de Houtman, en el Dordrecht, y Jacob d'Edel, en el Amsterdam, ambos barcos de la VOC, avistaron tierra en la costa de Australia cerca de la actual Perth que llamaron d'Edelsland. Después de navegar hacia el norte a lo largo de la costa, desembarcaron en Eendrachtsland. En su diario, Houtman identificó estas costas con Locach, la tierra de la Playa de Marco Polo, como muestran los mapas de la época como el de Jan van Conrnelis de Linschoten.
Ochenta años más tarde, en 1696, otro navegante neerlandés, Willem de Vlamingh desembarcó en la isla y, por casualidad, se encontró la placa, que estaba ya entonces medio enterrada en la arena. La reemplazó con una nueva placa que reproducía la inscripción original de Hartog y agregó notas de su mano, enviando el original de Hartog a Ámsterdam, donde ahora puede verse en el Rijksmuseum.
En el año 2000, la placa de Hartog fue llevada temporalmente a Australia como parte de una exposición en el Museo Marítimo de Sídney. Esto llevó a sugerencias de que la placa, que se considera importante como el artefacto más antiguo conocido por escrito de la historia europea de Australia, debía de ser adquirida para un museo de Australia, pero las autoridades neerlandesas han dejado claro que la placa no está a la venta.
En Ámsterdam hay una calle que lleva su nombre, la Dirk Hartoghstraat. En 1985 fue homenajeado en un sello postal emitido por Australia Post, que representaba a su nave.